# カスケード山脈

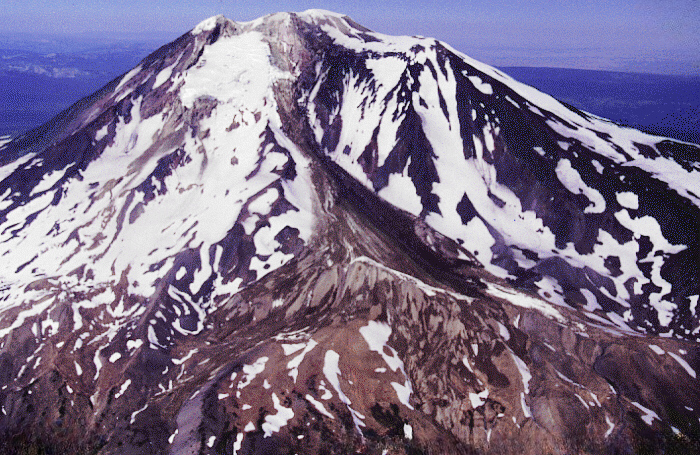
アダムス山（アメリカ・ワシントン州）

カスケード山脈（カスケードさんみゃく、[英] Cascade Range）は、北アメリカ大陸の西海岸沿いを南北に走る山脈であり、ハイ・カズケーズ（[英] High Cascades）と呼ばれる火山群で知られている。カスケード山脈はカナダ・ブリティッシュ・コロンビア州からアメリカ・カリフォルニア州北部のシャスタ・カスケード地方まで連なっており、カスケード山脈のうち、ブリティッシュ・コロンビア州の一帯は特にカスケード山地（カスケードさんち、[英] Cascade Mountains）と呼ばれている。カスケード山脈は、単にカスケーズ（[英] Cascades）と省略して呼ばれることもある。
カスケード山脈は環太平洋火山帯の一部であり、アメリカ本土で発生した歴史的な火山噴火はすべてカスケード山脈の火山で発生している。20世紀に起こった有名な噴火は2回あり、1回目は1914年から1921年にかけてカリフォルニア州北部のラッセン山で、2回目は1980年にワシントン州南部のセント・ヘレンズ山で発生した。

## 歴史

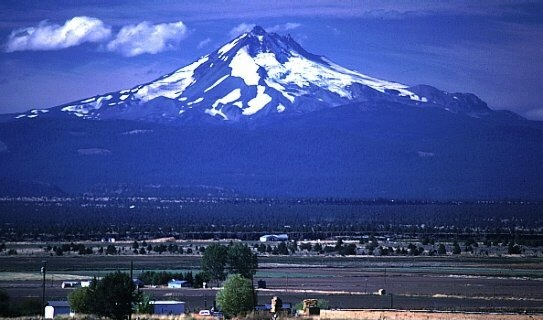
ジェファーソン山（アメリカ・オレゴン州）

何千年もの間カスケード山脈で暮らし続けた先住民は、ハイ・カスケーズに関係するさまざまな神話や伝説を育んできた。先住民の伝承によると、かつて発生した大洪水の際に、ベーカー山やジェファーソン山、シャスタ山に民衆が避難したという話が複数伝えられている。また、神々の橋という物語では、フッド山とアダムズ山などの火山は、神のような力を持った暴君としてたびたび戦争を起こし、互いに火や石を投げつけ合っていた。そしてフッド山とアダムズ山は、可憐な少女として人々に喜ばれていたセント・ヘレンズ山を奪い合ったとされている（セント・ヘレンズ山は1980年に噴火したため、現在では「可憐な少女」とされた美しい外観を見ることはできない）。先住民はハイ・カスケードおよび近隣の山々に自分たちの名前を付けていた。
1792年春、イギリスの航海者キャプテン・ジョージ・バンクーバーはコロンビア川の河口に入り、バンクーバーが見た高い山々に英語の名前を付け始めた。ベーカー山はバンクーバーの部下の士官の名、セント・ヘレンズ山はバンクーバーの友人であった外交官の初代セントヘレンズ男爵アレイン・フィッツハーバート、フッド山はサミュエル・フッド提督、カスケード山脈最高峰のレーニア山はピーター・レーニア提督にそれぞれちなんで付けられた名前である。しかしながらバンクーバー一行はこのとき、これらの山々が属する山岳地帯そのものへの命名はしなかった。
1805年にルイス・クラーク探検隊は、コロンビア川を使ったカスケード山脈の横断に成功した。この方法はカスケード山脈を横断する唯一の現実的方法であり、その後、長年に渡ってコロンビア川がカスケード山脈の横断に使われた。コロンビア川峡谷にはカスケード急流と呼ばれる難所があり、ルイス・クラーク探検隊をはじめとする、多くの人々がこの難所を通過した。そしてその難所を過ぎると、後方に白い雪を冠った雄大な山脈をぼんやりと見ることができた（現在、この難所はボンヌビル湖に沈んでいる）。カスケード急流を通過した人々は、この山脈を「マウンテンズ・バイ・ザ・カスケーズ (Mountains by the Cascades - 滝の傍の山々)」、もしくは単に「カスケーズ (Cascades)」と呼んだ。なお、「カスケーズ」という名称が使われた最古の記録は、イギリスの植物学者、デビット・ダグラスが残した文書である。ルイス・クラーク探検隊は帰還後、ルイス・クラーク探検隊の出資者である当時のアメリカ合衆国大統領、トーマス・ジェファーソンに敬意を表し、山頂を雪で覆われた、まだ命名されていなかった高い山にジェファーソンの名を付けた（ジェファーソン山）。

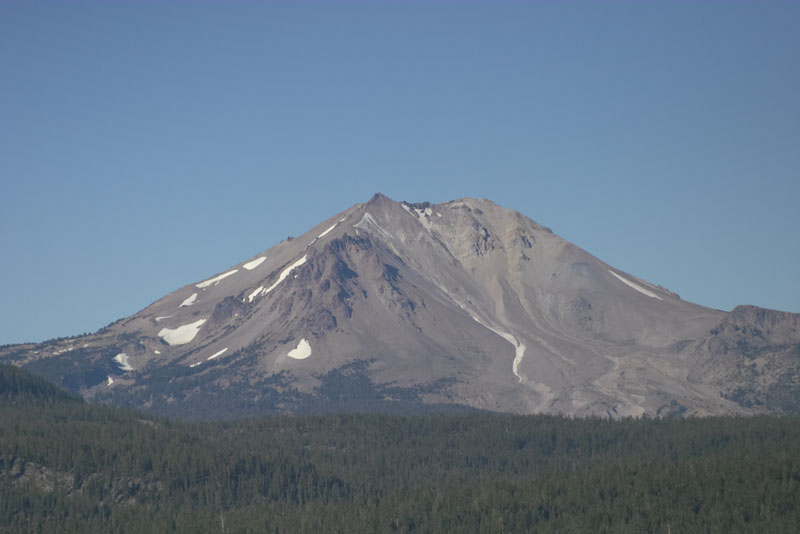
ラッセン山（アメリカ・カリフォルニア州）

1845年、アメリカへの移民のためにカスケード山脈を横断する最初の陸路としてバーロウ山道が作られた。バーロウ山道はフッド山の北部を通る経路であり、最終的にはオレゴン山道に接続された（バーロウ山道が作られる以前は、移民はコロンビア川の危険な急流をいかだで下らなければならなかった）。
1915年のラッセン山の噴火を除き、カスケード山脈は1世紀にわたって平穏な姿を維持していた。しかしながら1980年5月18日、それまでほとんど知られていなかったセント・ヘレンズ山が突如噴火を起こし、世界中の関心をカスケード山脈に集めた。このとき地質学者は、約1世紀前の1800年から1857年にかけて8つの火山が立て続けに噴火したように、セント・ヘレンズ山の噴火がカスケード山脈の他の火山の噴火を誘発することを懸念した。ワシントン州のピアース郡ではレーニア山の噴火による火山泥流に対する警戒態勢がとられたが、幸いにも他の火山が噴火することはなかった。

## 地理

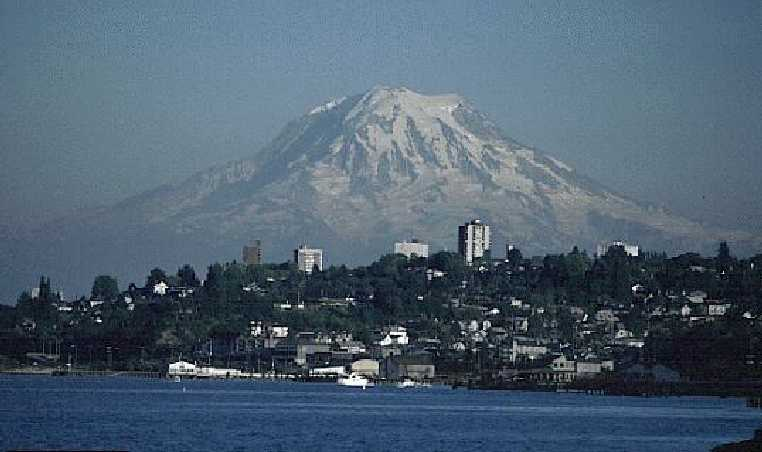
レーニア山（アメリカ・ワシントン州タコマ）

カスケード山脈の南端では、東西の幅は50キロメートルから80キロメートル、標高は1,370メートルから1,520メートルである。ワシントン州北部では東西の幅は約130キロメートルあり、カスケード山脈の南端よりも標高が高い。カスケード山脈の中で最も高い火山がある地域（ハイ・カスケーズ）は、カスケード山脈の他の地域を圧倒する存在感を示しており、周囲の山々の倍の高さがある。最高点はレーニア山の4,392メートルであり、レーニア山の周囲80キロメートルから160キロメートルの地域の中で最も際立った存在である。
カスケード山脈の北部、レーニア山の北方は起伏が激しく、氷河によって侵食された険しい地形をしている。大きな谷は存在せず、主要な峠の高さも1,000メートル程度である。
カスケード山脈は太平洋の近くにあるため、大量の降水が観測される。特にカスケード山脈西部では年間380センチメートルの積雪が観測され、特に激しい地域では610センチメートルもの降雪が観測される。ハイ・カスケーズのほとんどでは年間を通じて雪と氷に覆われている。カスケード山脈西部にはダグラス・ファー、ウェスタン・ヘムロック、レッド・アルダーなどの樹木が密集している。一方、カスケード山脈東部は乾燥しており、標高の高いところではポンデロッサ・パイン、ウェスタン・ラーチなどの樹木が生えている。カスケード山脈東部の丘陵地帯には雨陰効果がはたらくため、年間降水量は200ミリメートル程度である。
カスケード山脈東部の丘陵地帯の東方は、約1,600万年前に作られた乾燥した高原であり、カスケード山脈から流れ出た台地玄武岩が層状に重なってできた土地である。ワシントン州から、オレゴン州、カリフォルニア州、アイダホ州にかけての520,000平方キロメートルの土地は、カスケード山脈から流出した火山岩によって形成された台地であり、コロンビア川台地と呼ばれている。

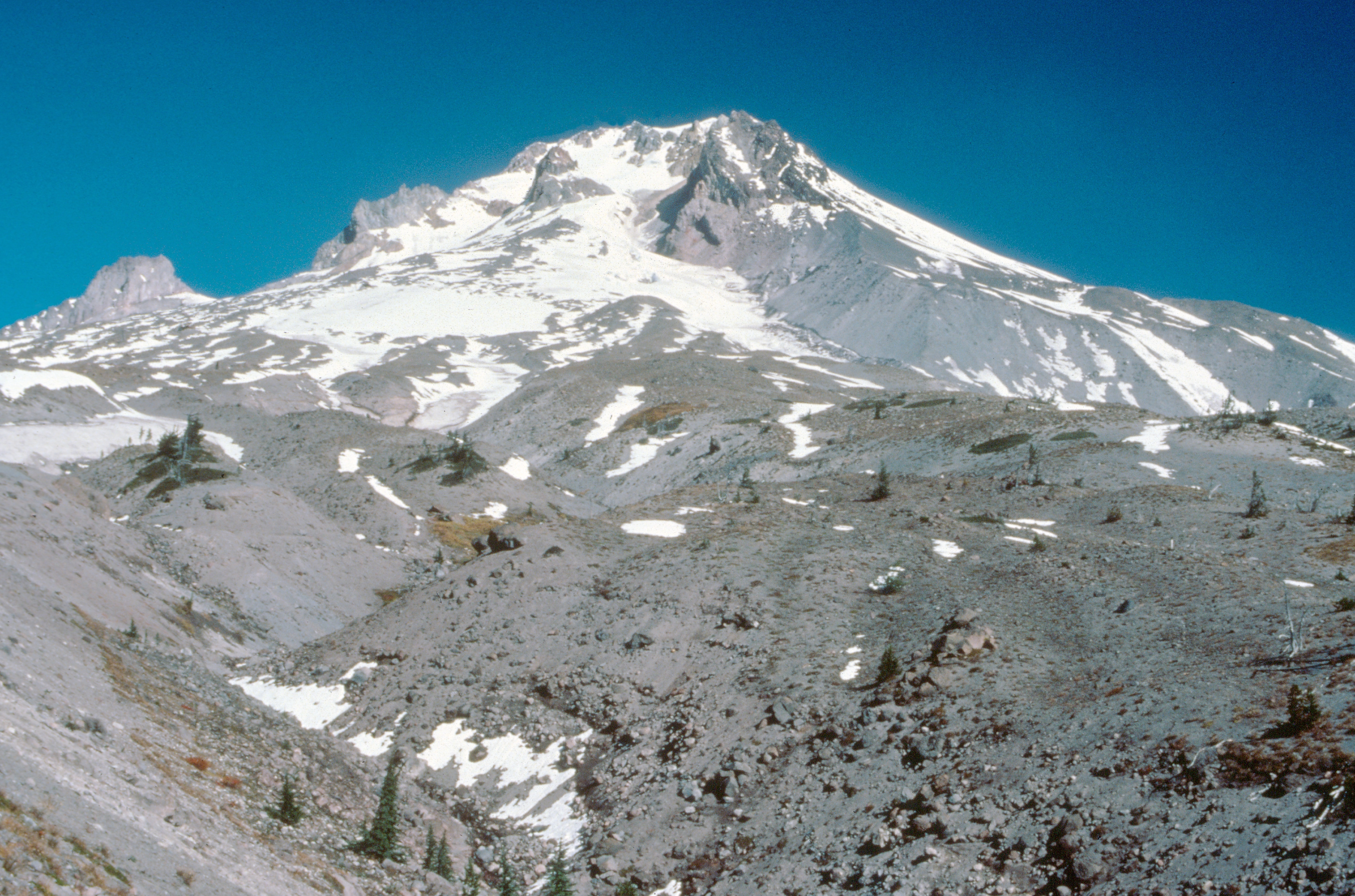
フッド山（アメリカ・オレゴン州）

コロンビア川が形成した峡谷は、アメリカ合衆国内のカスケード山脈に存在する唯一の巨大な谷である。カスケード山脈が隆起し始めたのはおよそ700万年前の鮮新世であり、当時のコロンビア川は、コロンビア台地を流れる小さな川の一つに過ぎなかった。カスケード山脈が隆起するにつれてコロンビア川は水量を増し、現在のような峡谷へと成長した。コロンビア川峡谷の崖面には、コロンビア川台地の玄武岩質の地層断面が剥き出しになっている。
カスケード山脈にはもう一つ巨大な峡谷が存在する。カナダのブリティッシュ・コロンビア州にあるフレーザー川によって作られた峡谷であり、大部分が非火山の岩石でできている。この峡谷が存在する地域はしばしば「コースト山脈（Coast Mountains）」と呼ばれるが、構造的にはカスケード山脈の一部である。ガリバルディ山およびその付近にある火山群もコースト山脈に含まれている。

## 産業への利用
農地としての土壌状態は概ね良好であり、火山の風下は特に良質な土地である。これは、火山岩にカリウムなどのミネラルが豊富に含まれており、腐敗の進行が早いという事実に基づく。噴火堆積物、特に火山泥流によって水平な土地が形成されており、カスケード山脈からの豊富な雪解け水が確保できることも、大きな要因である。大量の雪解け水は貯水池に蓄えられ、位置エネルギーを水力発電に利用した上で、灌漑に使用されている。
加えて、カスケード山脈から発生している巨大な地熱エネルギーは、現在のところ十分に活用されていない。そのためアメリカ地質調査所の地質調査プログラムが、この地熱エネルギーの将来性について研究を行っている。このエネルギーの一部は既にオレゴン州のクラマスフォールズなどの公共施設で使われており、火山の水蒸気を熱として利用している。カスケード山脈で確認された水蒸気熱の最高温度は、ニューベリー・カルデラの底（標高937メートル）で記録した、摂氏265度である。

## ハイ・カスケーズ

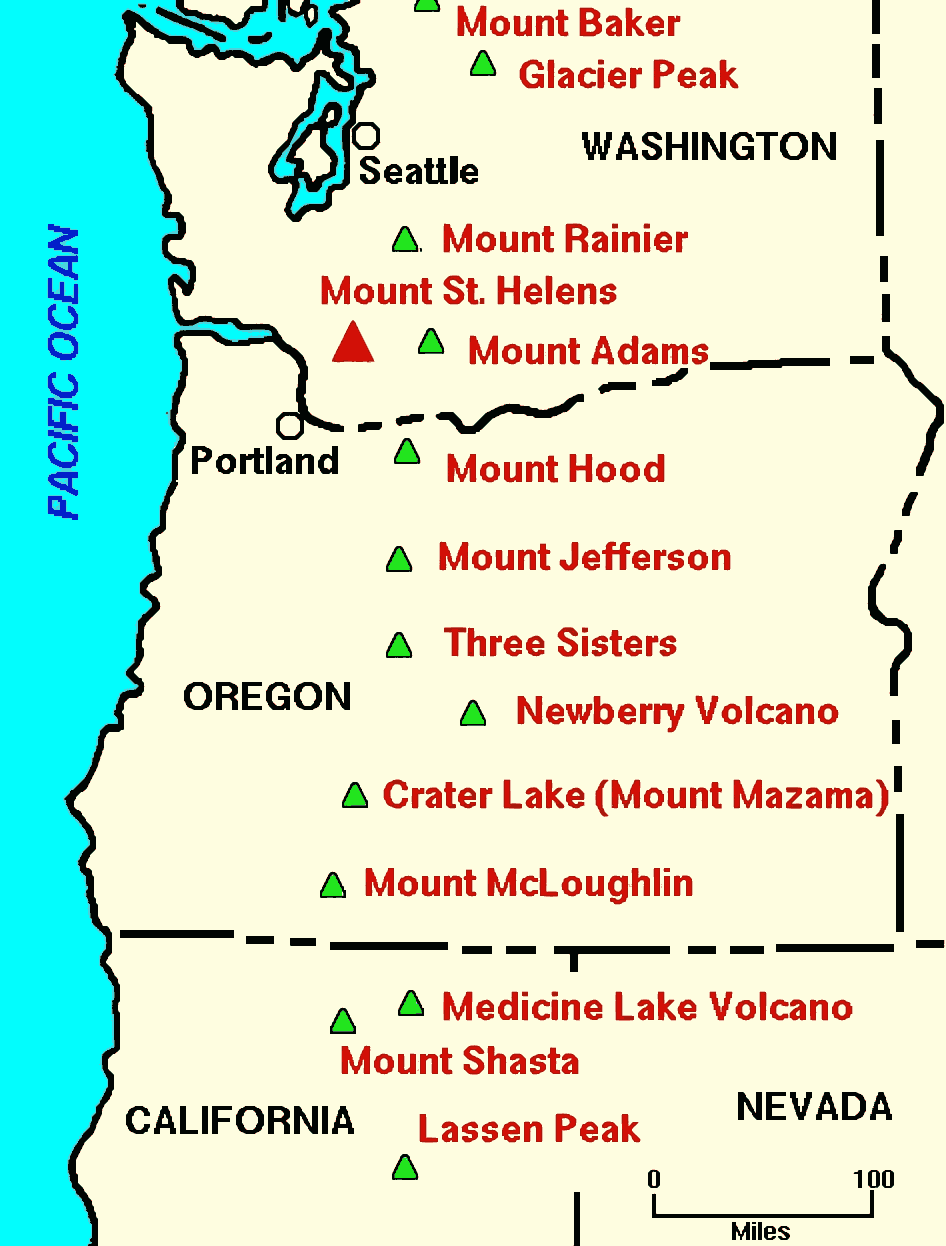
カスケード山脈の主要な火山

- ベーカー山 (Mount Baker) - アメリカとカナダの国境付近に位置する。最高点はアメリカ、ワシントン州北部。火口から活発に水蒸気を噴出しているが、休止状態と考えられている。
- グレーシャー山 (Glacier Peak) - アメリカ、ワシントン州北部に位置する。最高点は奥地にあり、到達困難である。その名前とは対照的に、氷河に覆われている部分はごくわずかである（「Glacier」は「氷河」を意味する）。
- レーニア山 (Mount Rainier) - アメリカ、ワシントン州タコマに位置する。カスケード山脈の最高峰。最も目立つ山である。
- セント・ヘレンズ山 (Mount St. Helens) - アメリカ、ワシントン州南部に位置する。1980年に噴火、山の北西部に降灰し平坦な地形を形成した。山の北部は爆発によって消失した。
- アダムズ山 (Mount Adams) - アメリカ、ワシントン州南部に位置する。セント・ヘレンズ山の東にあり、ワシントン州で2番目に高い山である。
- フッド山 (Mount Hood) - アメリカ、オレゴン州北部に位置する。オレゴン州で最も高い山であり、カスケード山脈の中で最も多くの人が登っている。
- ジェファーソン山 (オレゴン州) (Mount Jefferson) - アメリカ、オレゴン州北中部に位置する。オレゴン州で2番目に高い山である。
- ワシントン山 (Mount Washington) - アメリカ、オレゴン州マッケンジー峠とサンティアム峠の間に位置する。
- スリー・シスターズ (Three Sisters) - アメリカ、オレゴン州ベンドの近くに位置する。サウス・シスターはスリー・シスターズの中で最も若く、最も高い峰であり、はっきりとした火口を持っている。ミドル・シスターはピラミッド形の峰であり、大きく風化している。ノース・シスターはスリー・シスターズの中で最も古い峰であり、崩れた岩石でできた山頂を持っている。
- ブロークン・トップ (Broken Top) -  アメリカ、オレゴン州中部に位置する。スリー・シスターズのサウス・シスターの南東にあり、ベンド氷河を含んでいる。
- ニューベリー火山 (Newberry Volcano) と ニューベリー・カルデラ (Newberry Caldera) - アメリカ、オレゴン州中部に位置する。2つの火口湖を持つ孤立したカルデラであり、ニューベリー火山から流出した溶岩はベンド市内に達している。
- バチェラー山 (Mount Bachelor) - アメリカ、オレゴン州中部に位置する。スリー・シスターズの近くにある、有名なスキー・リゾートである。
- ベイリー山 (Mount Bailey) - アメリカ、オレゴン州南部に位置する。マザマ山の北にある。
- シールセン山 (Mount Thielsen) - アメリカ、オレゴン州南部に位置する。ベイリー山の東にある。頂上部は鋭く尖っているが、これは地中深くから上昇してきた溶岩塔が、その周りにあった山体が侵食されることによって残ったものだと考えられている。
- マザマ山 (Mount Mazama) - アメリカ、オレゴン州南部に位置する。数千年前の大規模な噴火によって山頂は崩壊しており、現在ではカルデラ湖であるクレーターレイクが形成されている。噴火前のマザマ山の標高はおよそ3,400メートルであったと推定されている。
- マクローリン山 (Mount McLoughlin) - アメリカ、オレゴン州クラマスフォールズに位置する。クラマス湖からマクローリン山を眺めると、左右対称の形をしている。
- メディスン・レイク火山 (Medicine Lake Volcano) - アメリカ、カリフォルニア州北部に位置する。巨大な盾状火山である。
- シャスタ山 (Mount Shasta) - アメリカ、カリフォルニア州北部に位置する。カスケード山脈で2番目に高い山であり、100キロメートル近く離れたサクラメント渓谷からも見ることができる。
- ラッセン山 (Lassen Peak) - カリフォルニア州北部に位置する。カスケード山脈の最も南にある火山であり、カスケード山脈の中で最も容易に登ることのできる山である。1914年から1921年にかけて噴火した。